# Templemore
Templemore is een plaats in het Ierse graafschap County Tipperary. De plaats telt 2.255 inwoners.